# M51
M51 (или NGC 5194-5) е астрономически обект под номер 51 в каталога на Месие, който представлява двойка галактики, отдалечени на 31 милиона светлинни години от Земята, в съзвездието Ловджийски кучета. Обектът е образуван от огромна спирална галактика с диаметър 100 000 светлинни години и от една малка неправилна галактика (NGC 5195). Заради нейните лесно наблюдаеми ръкави, спиралната галактика е наричана понякога „Водовъртеж“ (от английското Whirlpool, като това наименование не е официално възприето в Астрономическия календар на БАН).

## История
Спиралната галактика в M51 (категоризирана в Нов общ каталог като NGC 5194) е била открита от Шарл Месие през 1773 г., а нейната спътничка неправилната галактика NGC 5195 – малко по-късно, през 1781 г. от Пиер Мешен. Астрономът Лорд Рос открива спиралната структура на голямата галактика през 1845 г. с телескоп от 180 см диаметър и за първи път прави скица, така, както я виждаме днес със съвременните уреди.
През 1994, 2005 и 2011 г., в M51 са били наблюдавани избухванията на три свръхнови звезди. През 2001 г. след наблюдаването на NGC 5194 от телескопа Хъбъл, учените преразглеждат модела на образуване на спиралните галактики с два ръкава.

## Наблюдение
С астрономически далекоглед, двете галактики се виждат като две петна със слаба светимост: това са ядрата на двете галактики. Спиралните ръкави на голямата галактика са различими с телескоп от 150 мм диаметър. Мостът от материя, които свързва двете галактики, е видим с телескоп от 200 мм.